# Jeff Halper
Jeff Halper es un activista pacifista judío israelí.

## Biografía
Jeff Halper nació en Hibbing, Minnesota, Estados Unidos, en 1949. Estudió en el Macalester College en Minnesota. Después hizo la escuela rabínica.

## Trayectoria
Cuando vivía en los Estados Unidos participó en los movimientos pacifistas en contra de la guerra de Vietnam. 
En 1973 hizo aliá a Israel.
Trabajó como profesor de antropología en la Universidad Ben-Gurion. 
Fundó el Comité Israelí contra la Demolición de Casas (ICAHD) y es activo en el movimiento pacifista israelí que aboga por la paz con los palestinos.

## Reconocimientos
En 2006 fue nominado para el Premio Nobel de la Paz.
En 2007 recibió el Olive Branch Award otorgado por la Jewish Voice for Peace.

## Obras
- An Israeli In Palestine Resisting Dispossession, Redeeming Israel.[3]